# Сексуальная этика
Сексуальная этика — категория этики, соприкасающаяся с широким спектром форм сексуального поведения человека, сексуальными контактами в частности. В общих чертах вопросы сексуальной этики могут быть организованы в проблемах, имеющих отношение к согласию, учреждению и аспектам брака, как, например, брачная верность и добрачный и внебрачный акт, различию полов, вопросам о том, как род и власть выражаются через сексуальное поведение, вопросам об индивидуальных заботах по охране здоровья, о столкновениях из-за сексуального поведения.
Этические дилеммы, которые включают секс, могут часто появляться там, где возникают существенные различия в мощи и власти и профессиональных отношениях, где согласие на сексуальный контакт является спорным вопросом.
Сексуальная этика также рассматривает вопросы, происходящие от её предмета изучения, например, вопросы рождаемости и здравоохранения.

## Брак
В большинстве культур половые акты приемлемы и добродетельны в пределах брака. В некоторых культурах половой акт оценивается спорно, если он приемлем вне брака.
Как отмечал философ Мишель Фуко, такие общества обычно создают гетеротопии, или пространства, вне себя, где внебрачная половая связь может практиковаться. Он рассуждал, что это является причиной для часто необычной сексуальной этики, показанной особам, живущим в публичных домах, убежищах, на судах правления, или в тюрьмах. Сексуальное выражение было освобождено из социального контроля в таких местах, тогда как в пределах общества сексуальность управлялась через учреждение брака, который социально санкционирует половой акт. Существует множество различных типов брака, но в большинстве культур, которые практикуют брак, внебрачный секс без одобрения партнёра считается неэтичным. Существует ряд сложных проблем, которые попадают под категорию брака.
Когда один член брачного союза имеет половой акт с другой особой на стороне без согласия своего партнёра, возможно, это полагается признавать изменой. В некоторых культурах этот акт может быть признан этичным, если партнёр даёт на него согласие, либо приемлемым, если женщина незамужняя, в то время как в других культурах любые половые контакты воспринимаются как неэтичные вне зависимости от наличия согласия.
Более того, учреждение брака приносит результат добрачного опроса там, где молодёжь, которая, возможно, выбирает в будущем пункте их жизни брак, привлекает сексуальная деятельность с партнёрами вне их будущего брака. Различные современные культуры имеют различные отношения к этике такого поведения: некоторые осуждают это, в то время как другие рассматривают это как нормальное и подходящее.

## Сексуальность

### Гомосексуальность
В древних Афинах сексуальная привлекательность между мужчинами была нормой, поддерживаемой такими авторами, как Платон и Аристотель, писавшими обширные трактаты о выгодах гомосексуальной любви.
Самые современные светские специалисты по этике начиная с расцвета утилитаризма, например, T.M. Сканлон и Бернард Виллиамс, строили системы этики, посредством чего гомосексуализм — вопрос индивидуального выбора и где этическим вопросам служило обращение к невмешательству и невовлечение в действия, совершаемые взрослыми по согласию. Под системой Сканлона трудно видеть, как можно было бы строить принцип, осуждающий гомосексуализм напрямую, хотя определённые действия, типа насилия, все ещё будут довольно прямыми случаями неэтичного поведения.
Социальный и правовой статус гомосексуальности все ещё горячо оспаривается во многих частях мира.

## Религия и секс
Во многих культурах сексуальная этика связана с религией — религиозными догмами, традициями и рекомендациями. Наряду со всеми действиями, перечисленными выше, некоторые действия часто рассматриваются как неэтичные с религиозных точек зрения:
- Промискуитет
- Гомосексуализм
- Сексуальные отношения до брака
- Сексуальные девиации
- Мастурбация
- Контрацепция

## Публичная порядочность
Стоит также заметить, что во множестве стран существуют законы о том, какие формы одежды являются неприличными, законы, ограничивающие публичные проявления сексуальности и др.